# یواس‌اس هوکبیل (اس‌اس‌ان-۶۶۶)
یواس‌اس هوکبیل (اس‌اس‌ان-۶۶۶) (به انگلیسی: USS Hawkbill (SSN-666)) یک زیردریایی بود که طول آن ۲۹۲ فوت (۸۹ متر) بود. این زیردریایی در سال ۱۹۶۹ ساخته شد.